# Az Előre FC Békéscsaba 2004–2005-ös szezonja
Az Előre FC Békéscsaba 2004–2005-ös szezonja szócikk az Előre FC Békéscsaba első számú férfi labdarúgócsapatának egy szezonjáról szól.

## Mérkőzések
| Színmagyarázat | Színmagyarázat |
| -------------- | -------------- |
|                | Győzelem.      |
|                | Döntetlen.     |
|                | Vereség.       |

### Arany Ászok Liga 2004–05

#### Őszi fordulók
| 1. forduló 2004. augusztus 7. 18:00 |

| Nyíregyháza Spartacus        | 1 – 1   | Előre FC Békéscsaba                                       |
| ---------------------------- | ------- | --------------------------------------------------------- |
| Rob 46' Ambrusz 39' Tóth 66' | (0 – 1) | Miculescu 31' (11-esből) Funk 23' Vasiljević 30' Ursz 62' |

| Nyíregyháza Városi Stadion, Nyíregyháza Nézőszám: 4 000 Játékvezető: Fábián Mihály (magyar) |

| 2. forduló 2004. augusztus 14. 20:00 |

| Előre FC Békéscsaba                        | 1 – 3   | Zalaegerszegi TE                                         |
| ------------------------------------------ | ------- | -------------------------------------------------------- |
| Potemkin 77' Balog 14' Grujić 38′ Funk 55' | (0 – 1) | Koplárovics 19' Waltner 84' Balog 88' Józsi 44' Nagy 72' |

| Kórház utcai stadion, Békéscsaba Nézőszám: 2 500 Játékvezető: Világi Balázs (magyar) |

| 3. forduló 2004. augusztus 21. 20:00 |

| Előre FC Békéscsaba                                | 3 – 0   | Vasas      |
| -------------------------------------------------- | ------- | ---------- |
| Funk 21' 24' Ursz 68' Miculescu 90' Vasiljević 34' | (1 – 0) | Molnár 53' |

| Kórház utcai stadion, Békéscsaba Nézőszám: 2 500 Játékvezető: Sápi Csaba (magyar) |

| 4. forduló 2004. augusztus 29. 20:00 |

| Budapest Honvéd                                | 2 – 0   | Előre FC Békéscsaba  |
| ---------------------------------------------- | ------- | -------------------- |
| Drobnjak 76' Dancs 90+1' Takács 17' Vámosi 40' | (0 – 0) | Ursz 13' Vilotic 58' |

| Bozsik József Stadion, Budapest Nézőszám: 1 500 Játékvezető: Szarka Zoltán (magyar) |

| 5. forduló 2004. szeptember 11. 18:00 |

| Előre FC Békéscsaba                                                   | 3 – 3   | FC Sopron                                              |
| --------------------------------------------------------------------- | ------- | ------------------------------------------------------ |
| Grujić 29' 60′ Funk 82' Udvari 90' Schindler 19' Vilotic 22' Tóth 78' | (1 – 0) | Balaskó 65' Sira 86' Bárányos 89' Fehér 78' Sifter 88' |

| Kórház utcai stadion, Békéscsaba Nézőszám: 2 000 Játékvezető: Bede Ferenc (magyar) |

| 6. forduló 2004. szeptember 18. 18:00 |

| Győri ETO                                    | 2 – 0   | Előre FC Békéscsaba     |
| -------------------------------------------- | ------- | ----------------------- |
| Vincze O. 28' (11-esből) Perić 67' Stark 75' | (1 – 0) | Lázok 16' Schindler 59' |

| ETO Park, Győr Nézőszám: 2 500 Játékvezető: Vad II. István (magyar) |

| 7. forduló 2004. szeptember 25. 18:00 |

| Előre FC Békéscsaba | 0 – 5   | Újpest                                                     |
| ------------------- | ------- | ---------------------------------------------------------- |
|                     | (0 – 2) | Rajczi 18' 75' 89' Tóth 44' Simek 73' Juhár 12' Tamási 41' |

| Kórház utcai stadion, Békéscsaba Nézőszám: 4 000 Játékvezető: Makai János (magyar) |

| 8. forduló 2004. október 2. 18:00 |

| Diósgyőr                                              | 1 – 0   | Előre FC Békéscsaba |
| ----------------------------------------------------- | ------- | ------------------- |
| Tisza 63' Máté 31' Mogyorósi 46' Papp 67' Hornyák 78' | (0 – 0) | Ursz 50' Grujić 60' |

| DVTK-stadion, Miskolc Nézőszám: 4 000 Játékvezető: Arany Tamás (magyar) |

| 9. forduló 2004. október 16. 17:00 |

| Előre FC Békéscsaba | 1 – 1   | Lombard Pápa                  |
| ------------------- | ------- | ----------------------------- |
| Grúz 63' Rubint 29' | (0 – 0) | Medveď 51' Kvasz 78' Róth 87' |

| Kórház utcai stadion, Békéscsaba Nézőszám: 3 000 Játékvezető: Világi Balázs (magyar) |

| 10. forduló 2004. október 23. 17:00 |

| Videoton                                                              | 5 – 0   | Előre FC Békéscsaba |
| --------------------------------------------------------------------- | ------- | ------------------- |
| Hercegfalvi 9' 43' Tóth 56' Koller 79' 85' Horváth G. 35' Kriston 87' | (2 – 0) | Grúz 2' Pozsár 62'  |

| Sóstói Stadion, Székesfehérvár Nézőszám: 1 000 Játékvezető: Juhos Attila (magyar) |

| 11. forduló 2004. október 31. 11:30 |

| Előre FC Békéscsaba | 0 – 3   | Ferencváros                                                   |
| ------------------- | ------- | ------------------------------------------------------------- |
| Rubint 25'          | (0 – 1) | Grujić 26' (öngól) Huszti 78' Sowunmi 83' Balog 31' Kapič 90' |

| Kórház utcai stadion, Békéscsaba Nézőszám: 10 000 Játékvezető: Szarka Zoltán (magyar) |

| 12. forduló 2004. november 6. 16:00 |

| MTK Budapest         | 1 – 1   | Előre FC Békéscsaba  |
| -------------------- | ------- | -------------------- |
| Illés 51' Pollák 17' | (0 – 0) | Vilotić 60' Grúz 27' |

| Hidegkuti Nándor Stadion, Budapest Nézőszám: 1 000 Játékvezető: Arany Tamás (magyar) |

| 13. forduló 2004. november 10. 18:00 |

| Előre FC Békéscsaba | 0 – 2   | Debreceni VSC                           |
| ------------------- | ------- | --------------------------------------- |
| Tóth 69' Grujić 85′ | (0 – 1) | Kerekes 32' Sitku 90' Virág 3' Éger 71' |

| Kórház utcai stadion, Békéscsaba Nézőszám: 4 000 Játékvezető: Szabó Zsolt (magyar) |

| 14. forduló 2004. november 20. 16:00 |

| Kaposvári Rákóczi                               | 1 – 2   | Előre FC Békéscsaba                          |
| ----------------------------------------------- | ------- | -------------------------------------------- |
| Finta 49' Andruskó 35' Bank 63' Kovácsevics 72' | (0 – 1) | Udvari 20' Balog 83' Simon 29' Bozović 90+4' |

| Rákóczi Stadion, Kaposvár Nézőszám: 3 000 Játékvezető: Bede Ferenc (magyar) |

| 15. forduló 2004. november 27. 16:00 |

| Előre FC Békéscsaba                               | 2 – 1   | Pécsi MFC                                        |
| ------------------------------------------------- | ------- | ------------------------------------------------ |
| Miculescu 19' (11-esből) 51' Bozović 30' Ursz 52' | (2 – 1) | Kulcsár 32' 90' Németh 19' Sipos 75' Kóczián 88' |

| Kórház utcai stadion, Békéscsaba Nézőszám: 1 500 Játékvezető: Bede Ferenc (magyar) |

#### Tavaszi fordulók
| 16. forduló 2005. március 20. 18:00 |

| Előre FC Békéscsaba                             | 2 – 3   | Nyíregyháza Spartacus                                |
| ----------------------------------------------- | ------- | ---------------------------------------------------- |
| Vasiljević 22' Pozsár 88' (11-esből) Vilotic 9' | (1 – 1) | Nikolić 17' Lengyel 50' (11-esből) 59' Kenesei 90+2' |

| Kórház utcai stadion, Békéscsaba Nézőszám: 1 500 Játékvezető: Saskőy Szabolcs (magyar) |

| 17. forduló 2005. március 16. 18:00 |

| Zalaegerszegi TE                  | 1 – 1   | Előre FC Békéscsaba   |
| --------------------------------- | ------- | --------------------- |
| Sebők J. 82' Sebők V. 39' Kaj 32' | (0 – 0) | Udvari 87' Brlázs 33' |

| ZTE Aréna, Zalaegerszeg Nézőszám: 3 000 Játékvezető: Bede Ferenc (magyar) |

| 18. forduló 2005. március 19. 15:00 |

| Vasas                                          | 3 – 0   | Előre FC Békéscsaba          |
| ---------------------------------------------- | ------- | ---------------------------- |
| Horváth 14' Waltner 16' Szanyó 71' Weitner 60' | (2 – 0) | Pozsár 10' Funk 60' Ursz 66' |

| Illovszky Rudolf Stadion, Budapest Nézőszám: 3 000 Játékvezető: Sóthy András (magyar) |

| 19. forduló 2005. április 2. 19:00 |

| Előre FC Békéscsaba                                              | 3 – 0   | Budapest Honvéd |
| ---------------------------------------------------------------- | ------- | --------------- |
| Vilotic 9' Hoffmann 13' Lázok 73' Simic 29' Pozsár 45' Simon 87' | (2 – 0) | Kovács 56'      |

| Kórház utcai stadion, Békéscsaba Nézőszám: 2 000 Játékvezető: Sápi Csaba (magyar) |

| 20. forduló 2005. április 9. 19:00 |

| FC Sopron                                         | 3 – 2   | Előre FC Békéscsaba                                            |
| ------------------------------------------------- | ------- | -------------------------------------------------------------- |
| Szabó 52' Csordás 88' Bagoly 90' 90' Bárányos 54' | (0 – 1) | Kulacsik 20' Vasiljević 60' (11-esből) 53' Ursz 17' Kocsis 88' |

| Káposztás utcai Stadion, Sopron Nézőszám: 3 000 Játékvezető: Szabó Zsolt (magyar) |

| 21. forduló 2005. április 13. 18:00 |

| Előre FC Békéscsaba                                   | 1 – 1   | Győri ETO                                                           |
| ----------------------------------------------------- | ------- | ------------------------------------------------------------------- |
| Simic 24' Drobnjak 67′ Grujić 90' Bajusz 52' Pest 69' | (1 – 0) | Jäkl 76' Priskin 12' Lendvai 39' Tóth 48' Vincze O. 56' Regedei 67' |

| Kórház utcai stadion, Békéscsaba Nézőszám: 2 000 Játékvezető: Solymosi Péter (magyar) |

| 22. forduló 2005. április 16. 19:00 |

| Újpest                                   | 3 – 0   | Előre FC Békéscsaba |
| ---------------------------------------- | ------- | ------------------- |
| Tóth 29' Vanczák 32' Simek 58' Böjte 45' | (2 – 0) | Ursz 54' Simic 55'  |

| Szusza Ferenc Stadion, Budapest Nézőszám: 3 597 Játékvezető: Szarka Zoltán (magyar) |

| 23. forduló 2005. április 23. 19:00 |

| Előre FC Békéscsaba | 0 – 2   | Diósgyőr                                                   |
| ------------------- | ------- | ---------------------------------------------------------- |
| Ursz 82′            | (0 – 1) | Egressy 17' (11-esből) Tisza 88' Mogyorósi 42' Hompoth 66′ |

| Kórház utcai stadion, Békéscsaba Nézőszám: 2 000 Játékvezető: Bede Ferenc (magyar) |

| 24. forduló 2005. április 27. 17:00 |

| Lombard Pápa               | 2 – 0   | Előre FC Békéscsaba |
| -------------------------- | ------- | ------------------- |
| Medveď 46' Hercegfalvi 53' | (0 – 0) | Brlázs 58'          |

| Perutz Stadion, Pápa Nézőszám: 1 000 Játékvezető: Erdős József (magyar) |

| 25. forduló 2005. április 30. 19:00 |

| Előre FC Békéscsaba   | 0 – 0   | FC Fehérvár          |
| --------------------- | ------- | -------------------- |
| Grujić 67' Kocsis 74' | (0 – 0) | Györök 68' Božić 85' |

| Kórház utcai stadion, Békéscsaba Nézőszám: 1 200 Játékvezető: Világi Balázs (magyar) |

| 26. forduló 2005. május 4. 18:00 |

| Ferencváros             | 2 – 0   | Előre FC Békéscsaba |
| ----------------------- | ------- | ------------------- |
| Bartha 4' Bajevszki 90' | (1 – 0) |                     |

| Üllői út, Budapest Nézőszám: 4 000 Játékvezető: Fábián Mihály (magyar) |

| 27. forduló 2005. május 7. 19:00 |

| Előre FC Békéscsaba | 0 – 1   | MTK Budapest |
| ------------------- | ------- | ------------ |
|                     | (0 – 1) | Balogh 7'    |

| Kórház utcai stadion, Békéscsaba Nézőszám: 1 200 Játékvezető: Dubraviczky Attila (magyar) |

| 28. forduló 2005. május 14. 18:00 |

| Debreceni VSC                                                  | 5 – 1   | Előre FC Békéscsaba                     |
| -------------------------------------------------------------- | ------- | --------------------------------------- |
| Bogdanović 28' Sándor 37' 56' Éger 41' (11-esből) Szatmári 71' | (3 – 0) | Hegedűs 84' (öngól) Bujáki 31' Ursz 40' |

| Oláh Gábor utcai stadion, Debrecen Nézőszám: 7 600 Játékvezető: Solymosi Péter (magyar) |

| 29. forduló 2005. május 21. 18:00 |

| Előre FC Békéscsaba              | 2 – 3   | Kaposvári Rákóczi                  |
| -------------------------------- | ------- | ---------------------------------- |
| Pozsár 15' Kocsis 31' Grujić 81' | (2 – 1) | Oláh 7' 79' Jovánczai 90' Mező 49' |

| Kórház utcai stadion, Békéscsaba Nézőszám: 466 Játékvezető: Sápi Csaba (magyar) |

| 30. forduló 2005. május 26. 18:00 |

| Pécsi MFC                                                   | 5 – 0   | Előre FC Békéscsaba                 |
| ----------------------------------------------------------- | ------- | ----------------------------------- |
| Horváth 46' 77' Kulcsár 81' Szekeres 83' Grujić 90' (öngól) | (0 – 0) | Kocsis 45' Drobnjak 54' Vilotic 60′ |

| PMFC Stadion, Pécs Nézőszám: 3 000 Játékvezető: Világi Balázs (magyar) |

#### A végeredmény
|    | Csapat                      | Játszott | Gy | D  | V  | L  | K  | GK  | Pont |
| -- | --------------------------- | -------- | -- | -- | -- | -- | -- | --- | ---- |
| 1  | Debreceni VSC-AVE Ásványvíz | 30       | 19 | 5  | 6  | 57 | 25 | +32 | 62   |
| 2  | Ferencvárosi TC             | 30       | 17 | 5  | 8  | 56 | 31 | +25 | 56   |
| 3  | MTK Budapest1               | 30       | 16 | 9  | 5  | 47 | 26 | +21 | 56   |
| 4  | Újpest FC                   | 30       | 15 | 10 | 5  | 60 | 34 | +26 | 55   |
| 5  | Győri ETO FC                | 30       | 16 | 6  | 8  | 44 | 32 | +12 | 54   |
| 6  | Zalaegerszegi TE FC         | 30       | 13 | 5  | 12 | 48 | 45 | +3  | 44   |
| 7  | Matáv FC Sopron             | 30       | 11 | 9  | 10 | 44 | 44 | 0   | 42   |
| 8  | FC Fehérvár²                | 30       | 11 | 10 | 9  | 44 | 36 | +8  | 40   |
| 9  | Diósgyőri VTK               | 30       | 11 | 4  | 15 | 39 | 45 | -6  | 37   |
| 10 | Pécsi Mecsek FC             | 30       | 9  | 9  | 12 | 33 | 35 | -2  | 36   |
| 11 | Budapest Honvéd FC          | 30       | 10 | 5  | 15 | 37 | 58 | -21 | 35   |
| 12 | NABI-Kaposvári Rákóczi FC   | 30       | 8  | 10 | 12 | 34 | 47 | -13 | 34   |
| 13 | Vasas SC                    | 30       | 10 | 3  | 17 | 34 | 48 | -14 | 33   |
| 14 | Lombard Pápa Termál FC      | 30       | 8  | 6  | 16 | 40 | 47 | -7  | 30   |
| 15 | Nyíregyháza Spartacus FC    | 30       | 5  | 11 | 14 | 38 | 63 | -25 | 26   |
| 16 | Előre FC Békéscsaba³        | 30       | 4  | 7  | 19 | 26 | 65 | -39 | 4    |

- 1: 1 pont levonva
- 2: 3 pont levonva
- 3: 15 pont levonva

|  | A Bajnokok Ligája selejtezőjének második körébe jut |
|  | Az UEFA-kupa selejtezőjébe jut                      |
|  | UEFA Intertotó Kupa első fordulójába jut            |
|  | Kiesők                                              |

#### Helyezések fordulónként
| Forduló  | 1  | 2  | 3  | 4  | 5  | 6  | 7  | 8  | 9  | 10 | 11 | 12 | 13 | 14 | 15 | 16 | 17 | 18 | 19 | 20 | 21 | 22 | 23 | 24 | 25 | 26 | 27 | 28 | 29 | 30 |
| -------- | -- | -- | -- | -- | -- | -- | -- | -- | -- | -- | -- | -- | -- | -- | -- | -- | -- | -- | -- | -- | -- | -- | -- | -- | -- | -- | -- | -- | -- | -- |
| Helyszín | I  | O  | O  | I  | O  | I  | O  | I  | O  | I  | O  | I  | O  | I  | O  | O  | I  | I  | O  | I  | O  | I  | O  | I  | O  | I  | O  | I  | O  | I  |
| Eredmény | D  | V  | GY | V  | D  | V  | V  | V  | D  | V  | V  | D  | V  | GY | GY | V  | D  | V  | GY | V  | D  | V  | V  | V  | D  | V  | V  | V  | V  | V  |
| Helyezés | 16 | 16 | 16 | 16 | 16 | 16 | 16 | 16 | 16 | 16 | 16 | 16 | 16 | 16 | 16 | 16 | 16 | 16 | 16 | 16 | 16 | 16 | 16 | 16 | 16 | 16 | 16 | 16 | 16 | 16 |

Helyszín: O = Otthon; I = Idegenben. Eredmény: GY = Győzelem; D = Döntetlen; V = Vereség.

#### Eredmények összesítése
Az alábbi táblázatban összesítve szerepelnek az Előre FC Békéscsaba 2004/05-ös bajnokságban elért eredményei.
| Ősz/tavasz (forduló)    | Otthon | Otthon | Otthon | Otthon | Otthon | Otthon | Otthon | Idegenben | Idegenben | Idegenben | Idegenben | Idegenben | Idegenben | Idegenben |
| Ősz/tavasz (forduló)    | M      | GY     | D      | V      | LG–KG  | GK     | P      | M         | GY        | D         | V         | LG–KG     | GK        | P         |
| ----------------------- | ------ | ------ | ------ | ------ | ------ | ------ | ------ | --------- | --------- | --------- | --------- | --------- | --------- | --------- |
| Őszi szezon (1–15.)     | 8      | 2      | 2      | 4      | 10–18  | –8     | 8      | 7         | 1         | 2         | 4         | 4–13      | –9        | 5         |
| Tavaszi szezon (16–30.) | 7      | 1      | 2      | 4      | 8–10   | –2     | 5      | 8         | 0         | 1         | 7         | 4–24      | –20       | 1         |
| Összesen (1–30.)        | 15     | 3      | 4      | 8      | 18–28  | –10    | 13     | 15        | 1         | 3         | 11        | 8–37      | –29       | 6         |

### Magyar kupa
3. forduló
| 2004. október 27. 16:30 |

| Haladás                                                        | 1 – 2 (h. u.) | Előre FC Békéscsaba                                                        |
| -------------------------------------------------------------- | ------------- | -------------------------------------------------------------------------- |
| Koman 15' Bernáth vagy Baráth 8' Czeglédi 34' Balogh 95′, 105′ | (1 – 0)       | Rubint 90' 107′ Miculescu 90+1' 31' Grúz 55' Paróczai 90+1' Potemkin 90+4' |

| Szombathely Nézőszám: 3 000 Játékvezető: Dubraviczky Attila (magyar) |

4. forduló
| 2004. november 23. 17:00 |

| Videoton                               | 3 – 0   | Előre FC Békéscsaba |
| -------------------------------------- | ------- | ------------------- |
| Hercegfalvi 53' Csordás 83' Kuttor 90' | (0 – 0) | Grujić 38' Ursz 87' |

| Sóstói Stadion, Székesfehérvár Nézőszám: 500 Játékvezető: Sóthy András (magyar) |

## Külső hivatkozások
- A csapat hivatalos honlapja
- A csapat mérkőzései a transfermarkt.de-n (németül)